# 무령왕릉 석수
무령왕릉 석수(武寧王陵 石獸)는 충청남도 공주시 무령왕릉에서 발견된 백제 때 만들어진 석수로, 국립공주박물관에 소장 전시되고 있다. 1974년 7월 9일 대한민국의 국보 제162호로 지정되었다. 무덤을 지키는 진묘수로 짐작되며, 한국에서 처음으로 출토되었다.
발굴보고서에 재료가 응회암이라고 나오나, 확인이 필요하다.

## 개요
공주시 무령왕릉에서 발견된 백제 때 만들어진 석수이다.
석수(石獸)란 좁게는 궁전이나 무덤 앞에 세워두거나 무덤 안에 놓아두는 돌로 된 동물상을 말한다.
무령왕릉 석수는 높이 30.8cm, 길이 49cm, 너비 22cm로 통로 중앙에서 밖을 향하여 놓여 있었다. 입은 뭉뚝하며 입술에 붉게 칠한 흔적이 있고, 콧구멍 없는 큰 코에 눈과 귀가 있다. 머리 위엔 나뭇가지 형태의 철제 뿔이 붙어있다. 몸통 좌우, 앞·뒤 다리에는 불꽃무늬가 조각되어 있는데 이는 날개를 나타낸 것으로 보인다. 꼬리가 조각되어 있으며 배설 구멍이 달려 있을 정도로 사실적이다.
무덤 수호의 관념에서 만들어진 것으로 우리나라에서는 처음 발견된 것이다.

## 사진

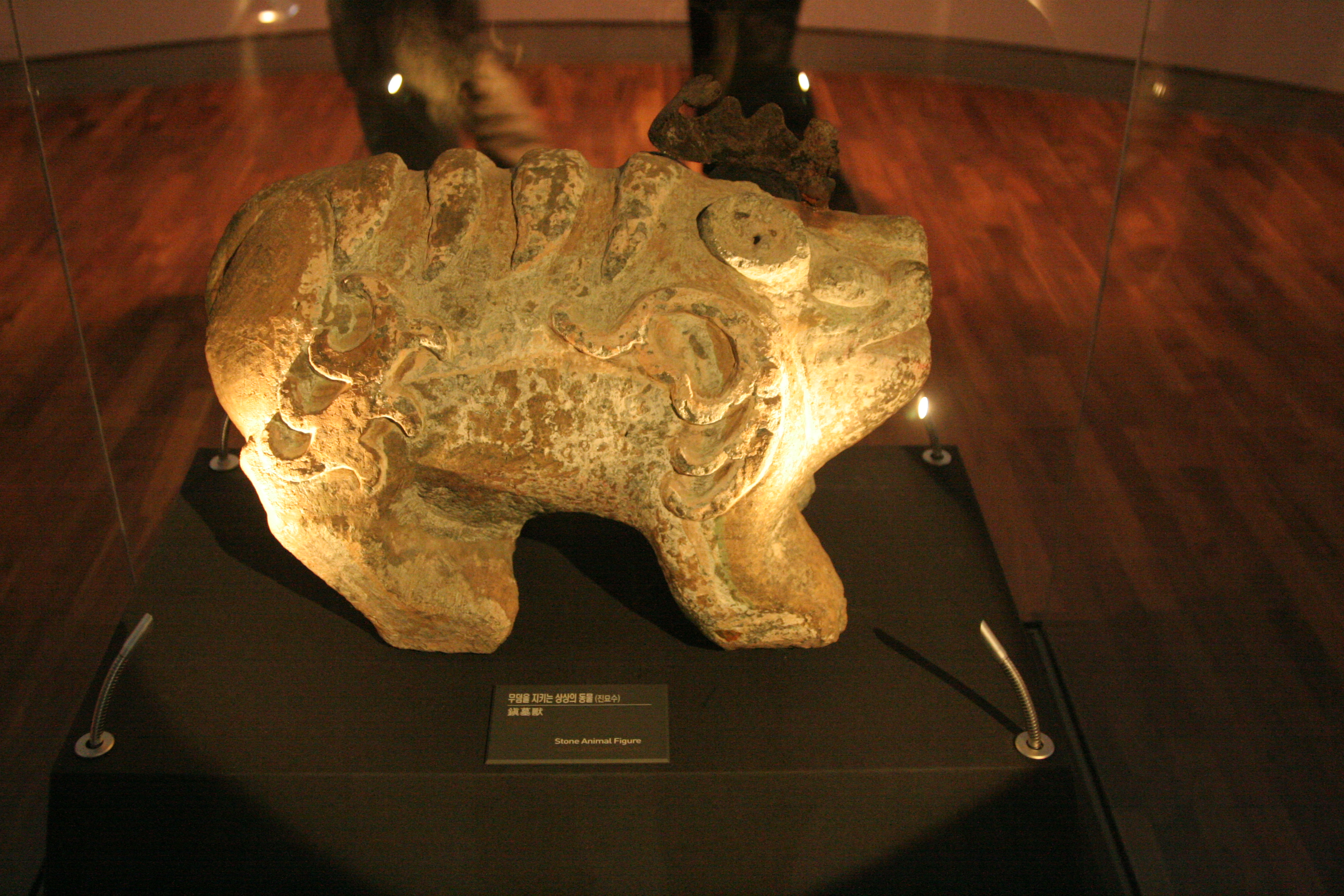
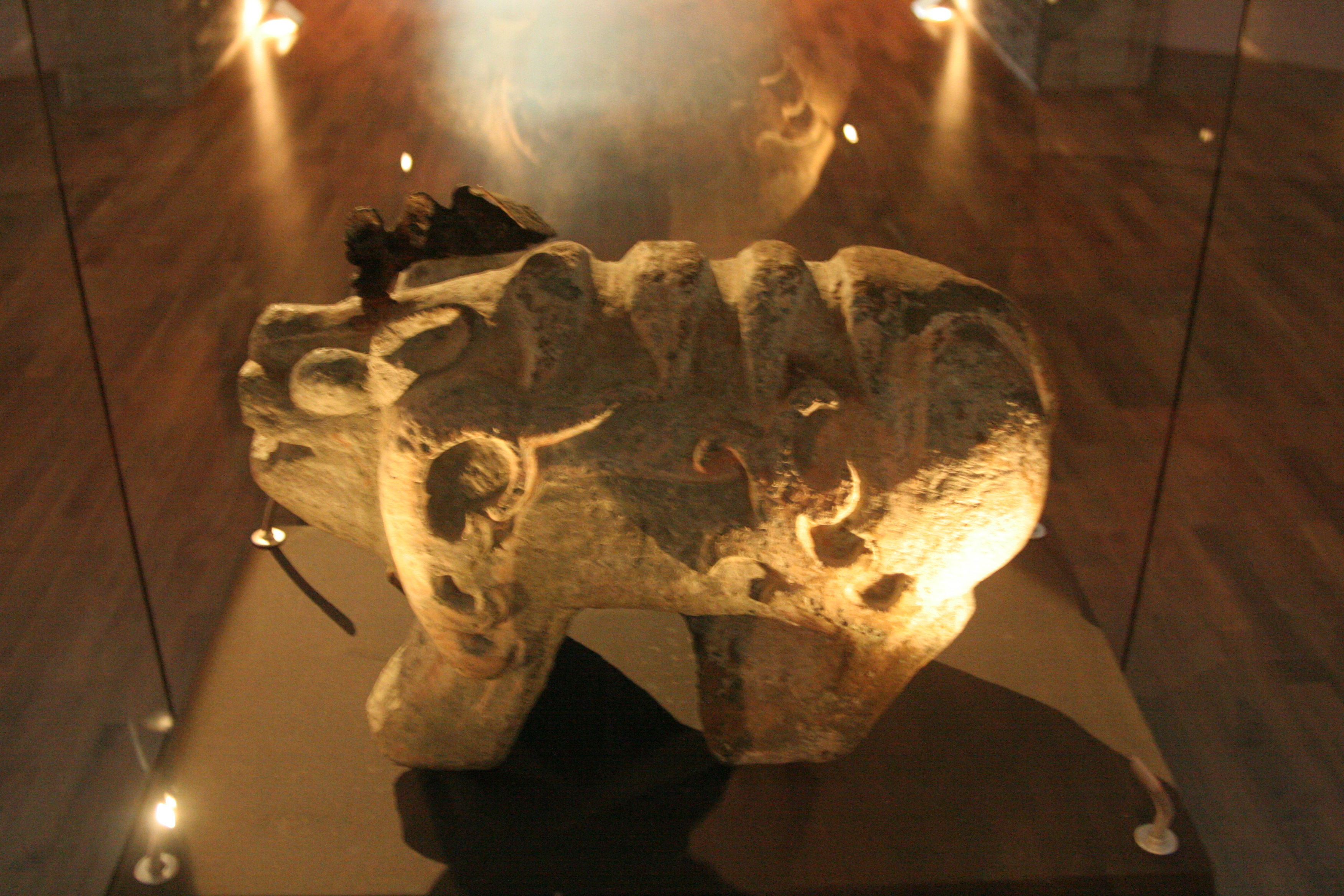
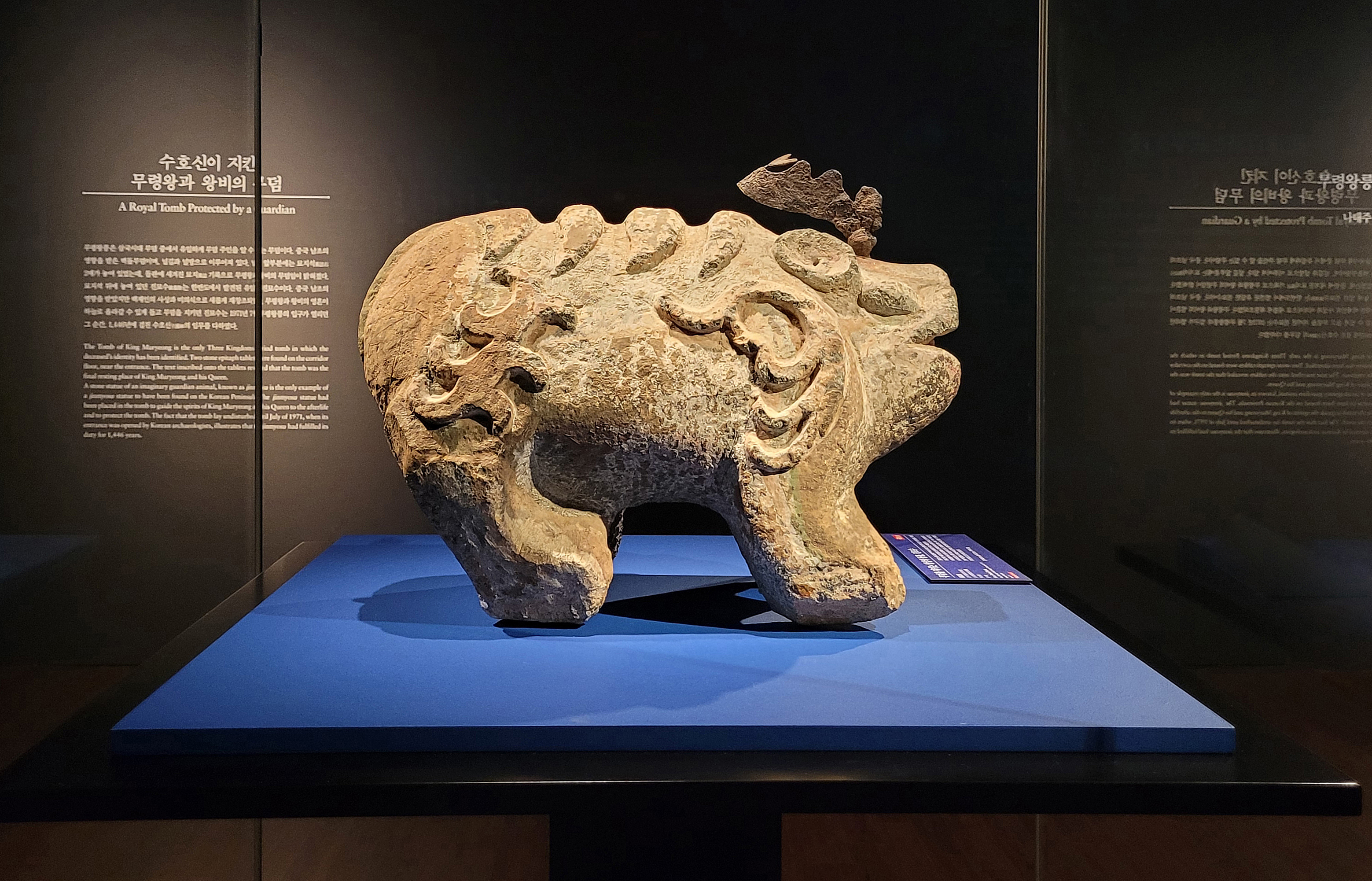
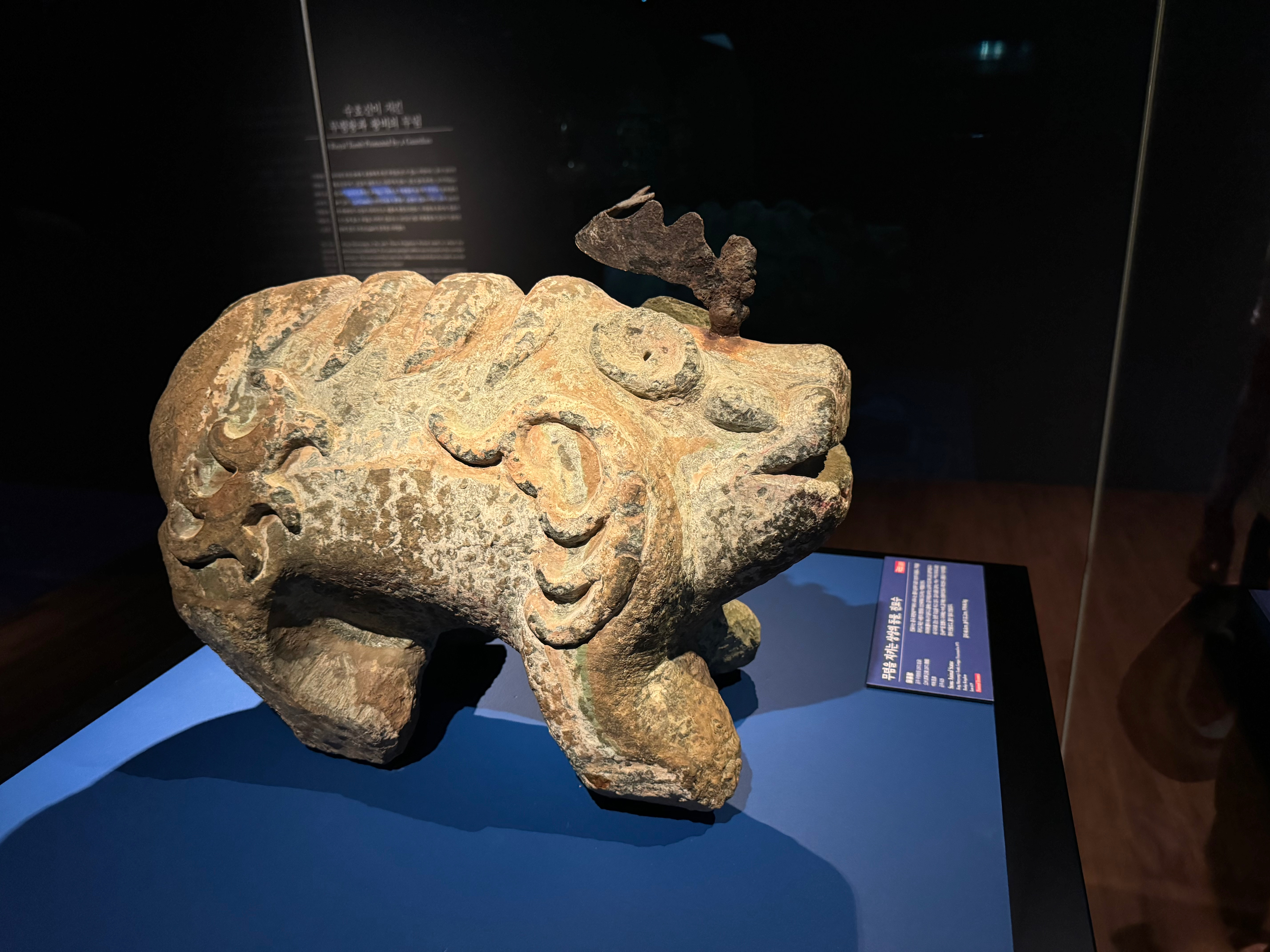

## 같이 보기
- 무령왕릉
- 진묘수